# Kirsten Stich
Kirsten Stich (* 3. Mai 1968) ist eine deutsche Politikerin (SPD). Sie ist seit 2022 Abgeordnete im Landtag von Nordrhein-Westfalen.

## Leben
Kirsten Stich studierte nach ihrem Abitur Sozialarbeit mit Abschluss im Jahr 1991. Sie war bis 1998 zunächst als Stadtjugendpflegerin tätig. Anschließend wechselte sie in den Bereich der Arbeitsvermittlung. Seit 2004 ist sie Schulsozialarbeiterin an einer Hauptschule. Dem Personalrat für Hauptschulen bei der Bezirksregierung Arnsberg gehört sie seit 2017 an.

## Partei und Politik
Kirsten Stich wurde mit 16 Jahren Mitglied der SPD. Sie ist in Wetter (Ruhr) Vorsitzende des Stadtverbandes ihrer Partei. Im Stadtrat von Wetter hat sie seit dem Jahr 1994 ein Mandat inne und amtiert seit 2009 als Erste stellvertretende Bürgermeisterin. Bei der Landtagswahl in Nordrhein-Westfalen 2022 gewann sie das Direktmandat im Landtagswahlkreis Ennepe-Ruhr-Kreis I und zog als Abgeordnete in den Landtag von Nordrhein-Westfalen ein.